# Salomonssalangaan
De Salomonssalangaan (Aerodramus orientalis; synoniem: Collocalia orientalis) is een vogel uit de familie Apodidae (gierzwaluwen).

## Verspreiding en leefgebied
Deze soort komt voor op de Bismarck-archipel en de Salomonseilanden en telt twee ondersoorten:
- A. o. leletensis: centraal Nieuw-Ierland (Bismarck-archipel).
- A. o. orientalis orientalis: Guadalcanal (Salomonseilanden).